# Oskar von Rosenberg-Lipinsky
Oskar von Rosenberg-Lipinsky (* 2. April 1823 in Raake (seit 1945 Raków), Landkreis Oels; † 8. Dezember 1883 in Oels) war ein deutscher Verwaltungsbeamter und Parlamentarier.

## Leben
Oskar von Rosenberg-Lipinsky war Sohn des Landschaftsdirektors Johann Albert von Rosenberg-Lipinsky (1797–1881) und der Charlotte geb. Gräfin von Haslingen (1802–1835). Nach dem Abitur am Oelser Gymnasium studierte er an der Rheinischen Friedrich-Wilhelms-Universität zu Bonn, Friedrich-Wilhelms-Universität zu Berlin und Schlesischen Friedrich-Wilhelms-Universität zu Breslau Rechtswissenschaften. 1842 wurde er Mitglied des Corps Borussia Bonn. Nach dem Studium trat er in den preußischen Staatsdienst ein. Von 1869 bis 1884 war Rosenberg-Lipinsky Landrat des Landkreises Oels. Von 1855 bis 1858 saß er als Abgeordneter des Wahlkreises Breslau 7 im Preußischen Abgeordnetenhaus. Er gehörte der Fraktion von Arnim an. Er war seit 1855 mit Charlotte von Poser und Groß Nädlitz (1831–1914) verheiratet. Aus der Ehe gingen sieben Kinder hervor.
Der preußische Richter und Parlamentarier Alfred von Rosenberg-Lipinsky war sein Bruder.